# Cyron Brown
Cyron Brown (28 de junho de 1975) é um jogador profissional de futebol americano estadunidense que foi campeão da temporada de 1998 da National Football League jogando pelo Denver Broncos.